# Puente de Rioja
El puente de Rioja, también conocido popularmente como el puente de los nueve ojos, es un puente en arco sito a caballo entre las localidades almerienses de Rioja (Almería) y Benahadux, aunque toma su nombre debido a su mayor cercanía al núcleo urbano del primero. Forma parte del trazado de la actual carretera N-340a, carretera nacional que une Cádiz con Barcelona y la frontera francesa, aunque hoy sustituida por la autovía del Mediterráneo. También es punto de paso del Camino de Santiago Mozárabe.
Diseñado por el arquitecto Agustín García Carmona, se comenzó en 1873 y fue terminado de construir en 1877, para evitar cruzar el río Andarax que, aunque pasa gran parte del año con el cauce seco, sufre grandes avenidas durante las épocas de mayor pluviometría. Tiene una longitud total de unos 900 metros.

## Historia
El puente comenzó su construcción en 1873, por proyecto de Agustín García Carmona, quien posteriormente propuso un tranvía urbano en Almería.